# 稲垣清 (海軍軍人)
稲垣 清（いながき きよし、1915年（大正4年）11月23日 - 1941年（昭和16年）12月8日？）は、日本の海軍軍人。太平洋戦争劈頭の真珠湾攻撃において特殊潜航艇「甲標的」搭乗員として戦死した九軍神の一人。二階級特進により最終階級は海軍兵曹長。

## 人物・来歴
三重県一志郡川合村（現・津市）生まれ。1934年（昭和9年）6月に広島県呉市の呉海兵団に入団し、同所での訓練修了後に駆逐艦「早苗」乗組。海軍水雷学校に入校、駆逐艦「呉竹」に着任。その後、海軍水雷学校高等科水雷術練習生課程を修了した。1941年（昭和16年）11月18日にアメリカ太平洋艦隊の根拠地であったハワイ真珠湾への特別攻撃隊員として潜水艦「伊24」に乗り込み、倉橋島を出撃する。

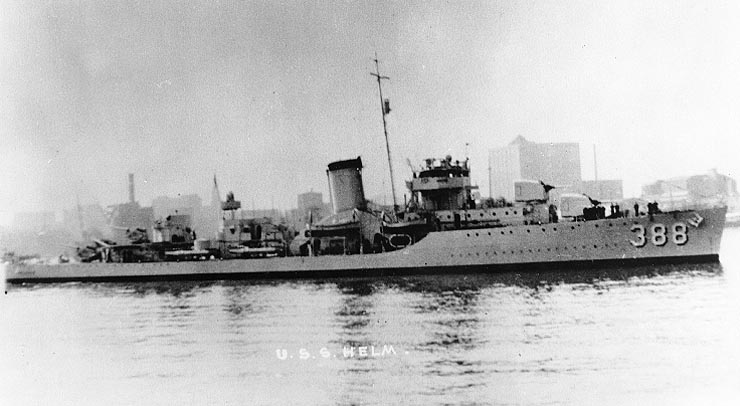
駆逐艦ヘルム

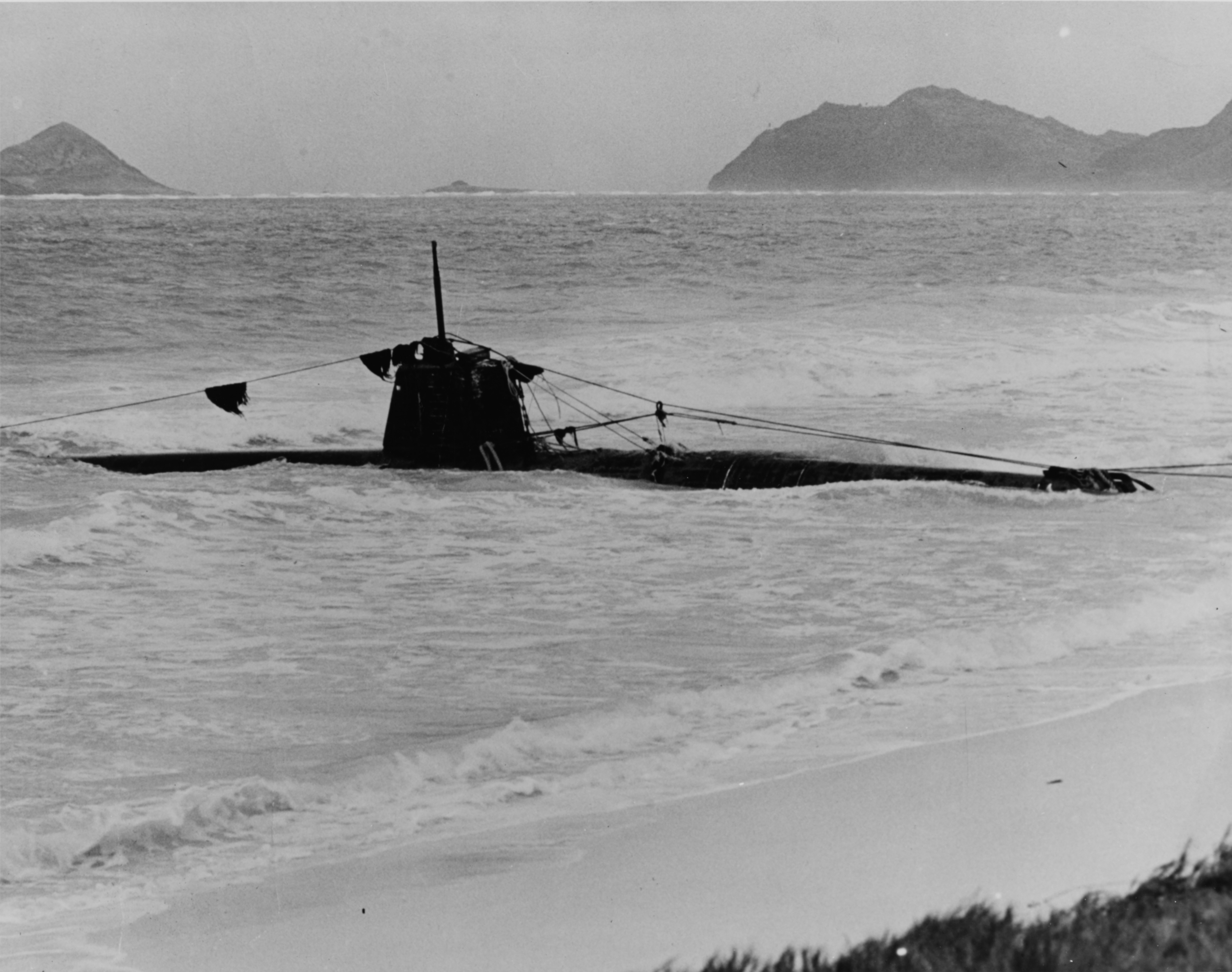
オアフ島沿岸に打ち上げられた酒巻、稲垣が乗組んだ「甲標的」

同年12月8日、特殊潜航艇（以下「特潜」 ）に艇長である酒巻和男海軍少尉と共に真珠湾攻撃へ出撃。しかし出撃時に「特潜」のジャイロ（羅針儀）の故障に気付くが強行出撃する。湾内進撃中、米駆逐艦ヘルム（USS Helm, DD-388）に発見され攻撃を受ける。攻撃回避中、何度も座礁と離礁を繰り返す内に魚雷発射管が破損する。さらに浸水による蓄電池からの有毒ガス発生などから作戦続行不可能と考え母艦への撤退を決意する。しかし真珠湾の裏側であるワイマナロ湾で再び座礁。「特潜」が行動不能となり、鹵獲を防ぐため「特潜」に時限爆弾を仕掛け酒巻少尉と共に脱出するが稲垣二曹は漂流中に行方不明となる。8日、稲垣二曹と思われる日本兵の遺体が浜に打ち上げられているのが米軍により発見された。
酒巻によれば、稲垣がシンガポール（次の攻撃予定地）に行こうと言って、逸る酒巻を諫めたという。

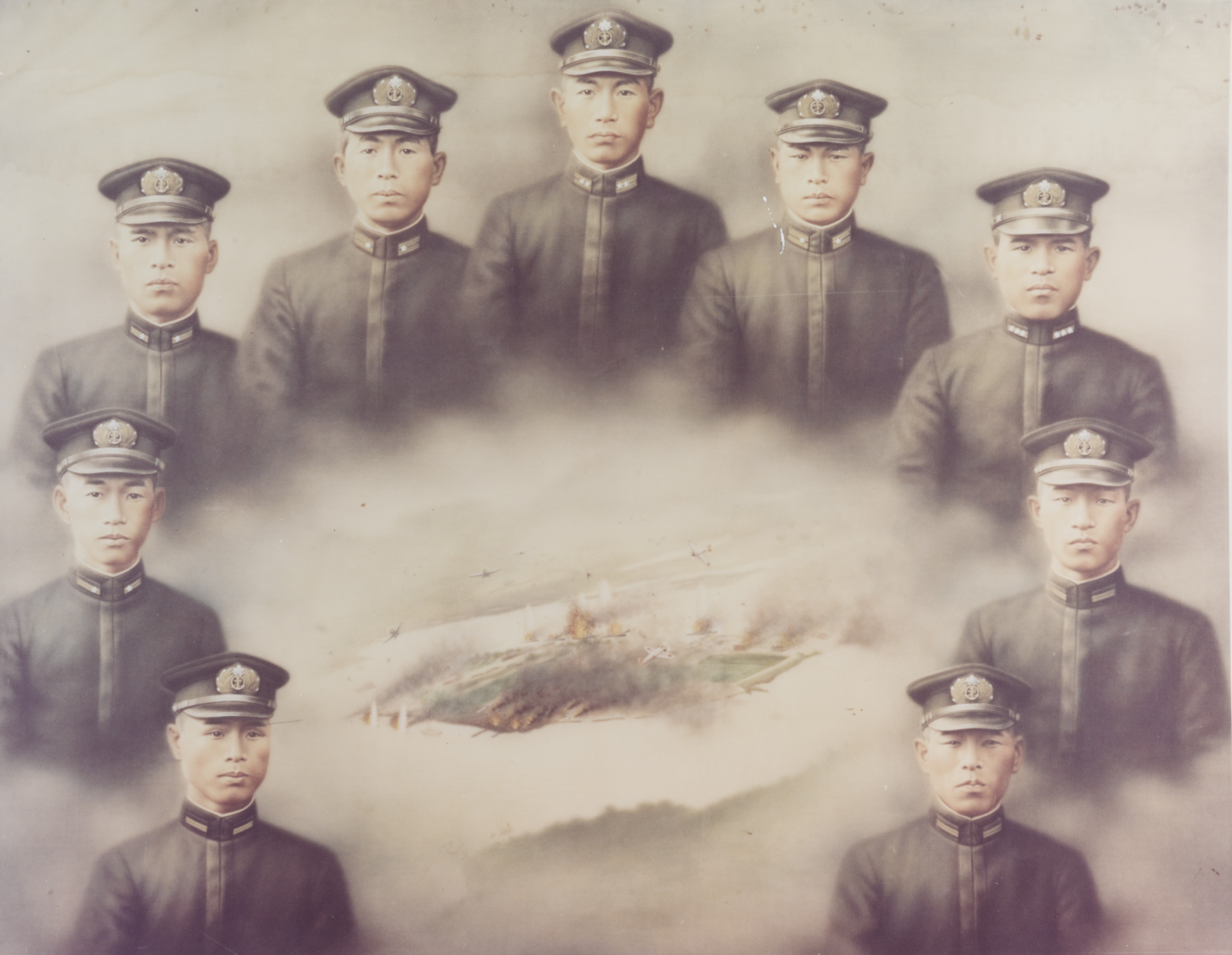
九軍神

甲標的による真珠湾攻撃は1942年3月に新聞で公表され、「真珠湾の九軍神」として称えられた。戦死と認定され、二階級特進により海軍兵曹長となる。
1942年に葬儀が行われた生家には「軍神参り」に訪れる人や清を讃える手紙が絶えず、家の前は「稲垣通り」と呼ばれるようになった。1943年（昭和18年）4月8日、日比谷公園斎場にて合同海軍葬が行われた。稲垣の御霊は御英霊の一人として、靖國神社及び故郷の三重県護国神社に祀られている。
終戦から10年ほど後、同じ甲標的に乗り組み捕虜になって生き残った酒巻が墓参に訪ねてきたことがあり、ほとんど会話もなく見送った後、清の母は「なんで片方だけ」と無念の想いを漏らしたと、清の甥が回想している。